# Sohila
Sohila qui se traduit par chanter sa gloire, appelé aussi Kirtan Sohila (Kirtan signifie prière à Dieu) est un des hymnes les plus célèbres du livre saint des sikhs, le Guru Granth Sahib. Il est chanté dans les prières quotidiennes, le soir, et, aux enterrements. Il est en fait une compilation de cinq hymnes différentes, trois écrits par Guru Nanak, un par Guru Ram Das, et un par Guru Arjan. La légende dit que ces prières lorsqu'elles sont récitées le soir, chasse les cambrioleurs des esprits; par cambrioleurs, il faut comprendre: l'avarice, l'attachement et la colère. Pour le sikh, la dévotion est le bon chemin par rapport à celui de l'égoïsme attaché au matérialisme; la dévotion, les prières enlèvent même de l'esprit la peur de la mort